# Salitre del Puente
Salitre del Puente, ibland Puente del Salitre, är en ort i kommunen Luvianos i delstaten Mexiko i Mexiko. Samhället hade 193 invånare vid folkräkningen år 2020.